# 騎兵第4旅団 (日本軍)
騎兵第4旅団（きへいだい4りょだん）は、大日本帝国陸軍の旅団。1909年4月1日に創設された。創設当時の衛戍地は愛知県渥美郡高師村（現・豊橋市）だった。
1933年4月に日本陸軍騎兵集団の一部として関東軍に編入された。 その後、1938年6月に北支那方面軍の騎兵集団に編入された。1938年10月11日に中支那方面軍に編入される。その後、再び騎兵集団に所属し、1939年2月に駐蒙軍に編入された。
1939年9月5日、第4騎兵旅団は北支那方面軍の直属となった。 
1942年12月に騎兵第1旅団と騎兵第3旅団が解散して戦車第3師団に改組された際、騎兵第4旅団は唯一騎兵旅団として残り、第12軍に編入された。
1945年3月、老河口作戦に派遣された。同作戦では機動力を活かし老河口飛行場を制圧している。これは2025年現在戦史上最後の大規模な騎兵戦闘である。ただし多くは下馬して戦闘おり大規模な乗馬襲撃は行われていない。

## 所在地
- 愛知県豊橋市町畑町1-1（現在の愛知大学豊橋キャンパスの場所）

豊橋鉄道渥美線愛知大学前駅下車すぐ

### 跡地
本旅団の跡地は愛知大学豊橋キャンパスとなり、司令部は大学本館を経て愛知大学記念館として現存する。

## 編制
騎兵第4旅団
- 騎兵第25連隊
- 騎兵第26連隊
- 旅団砲兵大隊

その後の追加
- 旅団機関銃隊
- 旅団対戦車砲隊
- 旅団戦車隊
- 独立歩兵大隊 (自動車化)
- 独立工兵中隊 (自動車化)
- 第4騎砲兵連隊
- 騎兵第72連隊